# Inside Man
Inside Man (bra: O Plano Perfeito; prt: Infiltrado) é um filme americano de 2006, estrelando Denzel Washington, Clive Owen, Willem Dafoe e Jodie Foster, e dirigido por Spike Lee. O roteiro do filme foi escrido por Russell Gewirtz e produzido por Brian Grazer. O lançamento do filme na América do Norte e em parte da Europa foi feito no dia 23 de março de 2006.
O filme foi filmado em Nova Iorque e dispõe de um amplo e diversificado elenco. Um thriller de ação, o filme trata de questões do bem e do mal em inesperadas fontes, corrupção, anti-heróis, multiculturalismo nos Estados Unidos da América (em Nova Iorque em particular) pós 11 de setembro de 2001, e deixa várias interpretações do certo e errado em aberto.

## Elenco
| Personagem             | Ator / Atriz        |
| ---------------------- | ------------------- |
| Dalton Russell         | Clive Owen          |
| Detetive Keith Frazier | Denzel Washington   |
| Madeleine White        | Jodie Foster        |
| Arthur Case            | Christopher Plummer |
| Capitão John Darius    | Willem Dafoe        |
| Chaim                  | Bernie Rachelle     |
| Detetive Bill Mitchell | Chiwetel Ejiofor    |
| Stevie                 | Kim Director        |
| Vikram Walia           | Waris Ahluwalia     |
| Kevin                  | Al Palagonia        |
| Ilina Miritia          | Florina Petcu       |
| Steve Damerjian        | Carlos Andres Gómez |
| Paul                   | Lemon Andersen      |
| Capitão Coughlin       | Peter Gerety        |
| Sylvia                 | Cassandra Freeman   |
| Berk                   | Ashlie Atkinson     |
| Herman                 | Gerry Vichi         |
| Steve-O                | James Ransone       |
| Miriam                 | Marcia Jean Kurtz   |
| Peter Hammond          | Peter Frechette     |
| Prefeito               | Peter Kybart        |

## Recepção
O Metacritic, que usa uma média ponderada, atribuiu ao filme uma pontuação de 76 em 100, baseado em 39 críticos, indicando críticas "geralmente favoráveis".